# Kingdom Hearts (Computerspiel)
Kingdom Hearts (japanisch キングダムハーツ Kingudamu Hātsu; Akronym: KH) ist ein im Jahr 2002 für die PlayStation 2 veröffentlichtes Action-Rollenspiel. Das erste Spiel in der Kingdom-Hearts-Videospielserie entstand aus einer Zusammenarbeit vom japanischen Spieleentwickler Square (nun Square Enix) mit der Walt Disney Company. Das Spiel kombiniert Figuren und Schauplätze aus den Disney-Filmen mit denen aus Squares Final-Fantasy-Spielen. Das Videospiel ist eine Abweichung von Squares sonstigen Rollenspielen, mit der Einführung von umfangreichen Action-Adventure-Elementen für das Gameplay. Es folgt dem kleinen Jungen, Sora, wie er in eine epische Schlacht gegen die Mächte der Finsternis gerät. Unterstützung erhält er dabei von Donald Duck und Goofy, sowie anderen klassischen Disneyfiguren, wie Peter Pan und Aladdin.
Kingdom Hearts wurde für seine ungewöhnliche Kombination aus Action- und Rollenspiel sowie seine unerwartete harmonische Mischung von Square- und Disney-Elementen gelobt. Seit der Veröffentlichung wurde das Videospiel weltweit über 6,4 Millionen Mal verkauft und begründete zahlreiche Fortsetzungen. Es ist ebenfalls auf dem zehnten Platz der weltweit meistverkauften Videospiele der PlayStation 2 und das kommerziell erfolgreichste in der Kingdom-Hearts-Serie.

## Gameplay
Kingdom Hearts ist durch die Final-Fantasy-Serie beeinflusst, beinhaltet jedoch mehr Gameplay-Elemente als deren Hack-and-Slay-System. Der Spieler steuert die Figur Sora durch dreidimensional konstruierte Level, in denen es gelegentlich Jump-’n’-Run-Passagen zu überwinden gilt. Soras Begleiter Donald und Goofy werden computergesteuert und lassen sich lediglich für den Kampf einen generellen Stil vorgeben, der beispielsweise die Verwendung von kämpferischen Ressourcen vorgibt. In vielen Welten stoßen auch Gastfiguren zum Kampfgeschehen dazu, die man über das Spielmenü gegen Donald oder Goofy austauschen kann, aber jeweils nur in dieser einen Welt zur Verfügung stehen. In manchen Welten verändert sich das Aussehen der Hauptfiguren, die Fähigkeiten, oder beides. Zum Beispiel kann man in Nimmerland fliegen und in Atlantica wird man zu Meeresbewohnern, wodurch das Überleben unter Wasser ermöglicht wird.
Wie die meisten Rollenspiele verfügt auch Kingdom Hearts über ein Levelsystem: Sora und seine Begleiter erhalten für jeden besiegten Gegner sogenannte Erfahrungspunkte, die bei festgelegten Meilensteinen die Stufe eines Charakters erhöhen. Für das Spiel bedeutet dies, dass die entsprechende Spielfigur stärkere Angriffe austeilt, durch gegnerische Attacken weniger geschwächt wird und neue nützliche Fähigkeiten erlernt. Im Gegensatz zu anderen Spielen seiner Art, ermöglicht Kingdom Hearts zu Beginn, dem Spieler, durch ein kurzes Tutorial, ein gewisses Maß an Einfluss auf die Figuren-Entwicklung zu nehmen. Das Tutorial ermöglicht dem Spieler für Sora eines der drei Hauptattribute des Spiels – Angriff, Verteidigung oder Magie – zu wählen und auf ein anderes zu verzichten. Durch die Wahl bestimmter Optionen kann der Spieler beeinflussen, wie Sora auflevelt, seine Attribute steigert und Fähigkeiten lernt. Donald, Goofy und allen anderen zusätzlichen Gastmitglieder sind von vornherein bestimmte Bereiche der Stärke zugewiesen. Donald überzeugt mit Magie, während Goofy eine sehr gute Verteidigung besitzt und Spezialattacken beherrscht.
Die Geschichte des Spiels verläuft geradlinig von einem Geschehen zum Nächsten. In der Regel werden diese Geschehen durch Zwischensequenzen getrennt. Neben der Hauptstory hat der Spieler die Möglichkeit mehrere Nebenaufgaben zu bewältigen, die den Figuren Boni gewähren. Hauptsächlich spielen sich das Geschehen und auch die Kämpfe auf miteinander verbundenen Karten ab. Kämpfe werden in Kingdom Hearts nicht, wie etwa bei Final Fantasy, rundenbasiert geführt, sondern finden in Echtzeit statt. Die eigene Spielfigur ist in Kämpfen frei steuerbar und kann auf Knopfdruck mit dem Schwert zuschlagem oder über ein Menü Angriffs- oder Regenerationszauber wirken. Durch bestimmte Items können mit dem Rufen-Zauber auch Disney-Figuren, wie beispielsweise Dumbo oder Bambi, beschwört werden, die dann einen gewissen Einfluss auf das Kampfgeschehen ausüben. Der Spieler kann dabei das Bild auf den nächststehenden Gegner fixieren. Diese Fokussierung wechselt automatisch auf den jeweils nächsten Gegner. Das Menü in der unteren linken Ecke des Bildschirms erlaubt dem Spieler auch mit der Umgebung zu interagieren oder Spezialattacken auszuführen.
Absolviert man alle Aufgaben einer Welt, kehrt man wieder in das „Universum“ zurück, in dem alle Welten verzeichnet sind. Dort hat der Spieler die Möglichkeit, sich die nächste Welt auszusuchen und diese zu betreten. Um zwischen den einzelnen Disney-Welten zu reisen, benutzen Sora und seine Gefährten ein mit Feuerwaffen ausgerüstetes Luftschiff, das spielerisch in einem dreidimensionalen Shoot-’em-up-Abschnitt, ähnlich den Star-Fox-Spielen, resultiert. Das Überleben dieser Reise erlaubt das Betreten der nächsten Welt. Während zu Beginn des Spiels nicht viele Optionen zur Verfügung stehen, das Luftschiff aufzurüsten, findet man im Laufe des Spiels sogenannte Gumis, mit denen man neue Waffen, Motoren und Rüstungen einbauen kann. Ebenfalls können verschiedene vorgefertigte Blaupausen, die verwendet werden, um im Handumdrehen neue Luftschiffe bauen zu können, gefunden werden. Um später eine bereits besuchte Welt nochmals zu betreten, kann man sich auch mit Hilfe eines Warp-Antriebes zu ihr teleportieren.

## Inhalt

### Schauplatz
Das Universum von Kingdom Hearts ist eine Zusammenstellung von verschiedenen Level, bezeichnet als „Welten“, durch die der Spieler voranschreiten muss. Dreizehn können im Spiel besucht werden und eine, das Schloss Disney, wird in Zwischensequenzen gezeigt. Weitere Welten werden von verschiedenen Figuren erwähnt, sind aber nicht zugänglich, da sie von den Herzlosen, Wesen der Finsternis, zerstört worden sind. Zehn der Welten basieren auf den Ideen von Disney, hauptsächlich von den Disney-Filmen, während die anderen vier von Square extra für das Spiel erdacht und entworfen wurden.
Die Grafik und die Figuren der einzelnen Welten wurden so entwickelt, dass sie dem Stil der jeweiligen Disney-Filmen ähneln. Jede Disney-Welt wird durch Figuren aus ihrem jeweiligen Film bewohnt; Hercules und Phil bewohnen die Arena des Olymps, während Aladdin, Prinzessin Jasmine und Jafar in Agrabah beheimatet sind. Jede Welt ist von den anderen getrennt und existiert separat voneinander. Die meisten Figuren in der Welt wissen nichts von der Existenz der anderen Welten, mit wenigen Ausnahmen. Der Spieler selbst reist von einer Welt zur anderen mit einem Luftschiff.
Die Welten die extra für das Spiel entworfen wurden, spiegeln das allgemeine Erscheinungsbild der anderen Welten wider und verfügen entweder über neue Figuren oder Figuren aus mehreren Final-Fantasy-Spielen. Die neuen Welten sind: Die Insel des Schicksals, wo die Geschichte beginnt; Traverse Town, die für die meiste Zeit des Spiels als Ausgangspunkt dient; Hollow Bastion, was viele der Final-Fantasy-Figuren ihr Zuhause nennen; und das Ende der Welt, einer großen dunklen Welt, die von den verbliebenen Resten der verschiedenen Welten entstand. Die Hauptfiguren reisen von Welt zu Welt um alle Schlüssellöcher zu versiegeln, wodurch die Welten von den Herzlosen und ihrer Zerstörung beschützt werden. Sie versuchen auch, ihre Interaktionen mit Figuren aus anderen Welten zu minimieren, um so das Gleichgewicht der Trennung zwischen den Welten aufrechtzuerhalten. Dies führt manchmal dazu, dass Sora, Donald und Goofy ihrer physischen Erscheinungen verändern müssen, um sich harmonisch in die Welt einzufügen.

### Figuren
Die Zusammenarbeit zwischen Disney und Square resultiert in einem Mix aus vertrauten Disney- und Square-Figuren sowie mehreren neuen Figuren, entwickelt und gestaltet von Tetsuya Nomura. Der primäre Protagonist des Spiels ist Sora, ein 14-jähriger Junge, der vom Schlüsselschwert, einer großen schlüsselähnlichen Waffe, für den Kampf gegen die Dunkelheit auserwählt wurde. Das Spiel beinhaltet auch zwei Freunde aus seiner Heimatwelt, Riku und Kairi. Für die meiste Zeit des Spiels wird Sora von Donald Duck und Goofy begleitet. Donald, der Hofmagier, und Goofy, der Hauptmann der königlichen Garde, wurden von Schloss Disney geschickt, um das Schlüsselschwert zu finden. Die drei begeben sich auf eine Suche, um den König, Kairi und Riku und finden. Der wesentliche Antagonist ist Ansem, der die Macht und das Wissen über die dunklen Wesen namens Herzlose erforscht hat. Die Herzlosen, Herzen beschädigt durch die Dunkelheit, stellen die meisten der Feinde im Spiel dar, denen man begegnet, und sie kommen in einer Vielzahl von Formen und Größen vor.
Das Spiel ist dazu gedacht, die fiktiven Universen der verschiedenen Disney-Filme zu erkunden, in welchen über einhundert Disney-Figuren in verschiedenen Funktionen vorkommen. Während viele als wichtige Figuren in der Geschichte vorkommen, erscheinen andere in Cameo-Rollen, wie die 101 Dalmatiner, die in einer Nebenaufgabe eine Rolle spielen. Die meisten Welten verfügen über einen Disney-Bösewicht, den der Spieler besiegen muss. Der Spieler kann auch verschiedene Disney-Figuren beschwören, die neben Sora im Kampf unterstützen, wodurch Donald und Goofy auf dem Schlachtfeld für die Dauer der Beschwörung pausieren. Beschwörbare Figuren sind unter anderem Genie aus Aladdin, Naseweis aus Peter Pan und Simba aus Der König der Löwen.
Square hat auch mehrere Figuren aus der Final-Fantasy-Reihe in das Spiel eingebaut, obwohl sie leicht verändert wurden, um in die Hintergrundgeschichte des Spiels zu passen. Auf der Insel des Schicksals trifft der Spieler auf die jüngeren Versionen von Tidus und Wakka aus Final Fantasy X und Selphie aus Final Fantasy VIII. In Traverse Town begegnet der Spieler Squall Leonhart, im Spiel als Leon, von Final Fantasy VIII ebenso wie Aerith, Cid und Yuffie aus Final Fantasy VII. Rikku aus Final Fantasy X sollte ebenfalls auftauchen, wurde aber durch Yuffie ersetzt. Cloud und Sephiroth, beide aus Final Fantasy VII, tauchen in der Arena des Olymps als bekämpfbare Gegner in einem der Turniere auf. Den Schwerpunkt auf Figuren aus den späteren Final-Fantasy-Teilen zu legen, stammt von Nomuras Zögern Figuren zu benutzen, die er nicht selbst entworfen hat. Das Spiel nutzt auch anderen Final-Fantasy-Elemente wie die Mogrys, die eine Itemschmiede betreiben.

### Geschichte
Kingdom Hearts beginnt auf der Insel des Schicksals, wo der junge Protagonist Sora mit seinen Freunden, dem Mädchen Kairi und dem älteren Riku lebt. Die drei wollen die Insel verlassen um neue Welten zu entdecken und haben ein Floß für diesen Zweck vorbereitet. In der Nacht vor dem Aufbruch wird die Insel von schattenhaften Wesen, den Herzlosen, angegriffen. Sora begibt sich auf die Suche nach seinen Freunden, wobei er Riku schließlich findet, als dieser in ein dunkles Portal verschwindet. Zur gleichen Zeit erhält Sora das Schlüsselschwert, eine besondere Waffe gegen die Herzlosen. Allerdings wird die Insel zerstört und Sora ins All gezogen. Inzwischen hat König Micky seine eigene Welt verlassen, um selbst gegen die steigende Zahl von Herzlosen anzugehen und hinterließ für Donald und Goofy Anweisungen, den „Schlüssel“ zu finden, der die Welten vor der einbrechenden Dunkelheit schützt.
Donald und Goofy fliegen mit ihrem Luftschiff nach Traverse Town, wohin auch Sora gezogen wurde. Sora trifft dort Leon, der ihm erklärt, dass die Herzlosen auf der Suche nach Herzen sind und dass das Schlüsselschwert die einzige Waffe ist, mit der man sie besiegen kann. Ein Mann namens Ansem soll die Herzlosen studiert haben. Danach trifft Sora auf Donald und Goofy und die drei entscheiden gemeinsam weiterzureisen, um König Micky und Kairi und Riku zu finden. Die drei bereisen verschiedene Disney-Welten und erfahren, dass das Schlüsselschwert auch Schlüssellöcher, Passagen zu den Herzen der Welt, schließen kann, wodurch die Herzlosen nicht mehr durch diese in die Welt eindringen können. Zur gleichen Zeit sucht eine Gruppe von Disneybösewichten unter der Leitung von Malefiz die sieben Prinzessinnen der Herzen, um das letzte Schlüsselloch zu öffnen, dass zu „Kingdom Hearts“, einem Speicher von Wissen und Macht und die Quelle aller Herzen, führt. Zu dieser Gruppe gehört auch Riku, da Malefiz ihm versprochen hat, ihm im Gegenzug für seine Unterstützung, bei seiner Suche nach Kairi zu helfen. Daneben sät Malefiz Misstrauen in Riku und sagt ihm, dass Sora und ihn und Kairi für neue Freunde und das Schlüsselschwert verlassen hat. Der zunehmend antagonistische Riku findet Kairis Körper, aber kann ihr Herz nicht finden.
Sora und seine Freunde kommen schließlich nach Hollow Bastion, Ansems Heimatwelt und Malefiz derzeitigen Hauptsitz. Riku nimmt das Schlüsselschwert von Sora und behauptet, der wahre Schlüsselschwertmeister zu sein und dass Sora nur der Botenjunge gewesen ist. Da Donald und Goofy den Auftrag haben, dem Schlüssel zu folgen, verlassen sie Sora für Riku. Sora erhält das Schlüsselschwert aber kurze Zeit später wieder, nachdem er eingesehen hat, dass es nicht das Schlüsselschwert ist was ihn stark macht, sondern seine Freunde. Beschämt, trifft Riku einen verhüllten Mann, der ihn anspornt, sich der Dunkelheit hinzugeben. Inzwischen begegnen die drei Malefiz und besiegen sie. Schließlich findet Sora Kairis Körper und konfrontiert Riku, der von Ansem besessen ist. Ansem erklärt, dass Kairi eine Prinzessin des Herzens ist und dass sich ihr Herz seit der Zerstörung der Insel des Schicksals innerhalb von Sora Körper versteckt hat. Nach dem Sieg über Ansem, schließt sich Sora mit Ansems Schlüsselschwert sein Herz auf, wodurch er sein und Kairis Herz freigibt. Kairis Herz kehrt daraufhin in ihren Körper zurück und vervollständigt so das letzte Schlüsselloch, während Sora zu einem Herzlosen wird. Nachdem Kairi Sora als Herzlosen erkennt, wird er durch das Licht in ihrem Herzen wieder zu einem Menschen.
Ansem finden sie schließlich am Ende der Welt, die durch die vereinigten Reste der Welten, welche von den Herzlosen zerstört wurden, gebildet wurde. Ansem sucht Kingdom Hearts, da er vermutet es würde die ultimative Dunkelheit beinhalten. Jedoch zeigt sich beim Öffnen der Tür zu Kingdom Hearts Licht, welches Ansem überwältigt und vernichtet. Hinter der Tür befinden sich Riku und der König, die Sora und den anderen helfen, die Tür zu schließen. Micky und Sora benutzen letztendlich ihre Schlüsselschwerter und versiegeln das Tor. Die zerstörten Welten rekonstruieren sich selbst, während Kairi auf die Insel des Schicksals zurückkehrt. Das Spiel endet damit, dass sich Sora, Donald und Goofy auf die Suche nach dem König und Riku begeben.

## Entwicklung und Vermarktung
Die Idee zu Kingdom Hearts kam zustande, als der Produzent Shinji Hashimoto einen Verantwortlichen von Disney in einem Aufzug traf; Square und Disney hatte zuvor im selben Gebäude in Japan gearbeitet. Das Produktionsteam bestand aus mehr als hundert Mitgliedern, sowohl von Square als auch von Disney Interactive. Die Entwicklung des Spiels begann im Februar 2000 und es wurde ursprünglich mehr auf das Gameplay konzentriert mit einer einfachen Geschichte, um Disneys Ziel-Altersgruppe anzusprechen. Nachdem der Executive Producer Hironobu Sakaguchi dem Regisseur Tetsuya Nomura erzählte, dass das Spiel ein Reinfall sein werde, wenn man es nicht auf dasselbe Level wie die Final-Fantasy-Reihe bringt, begann Nomura die Geschichte weiterzuentwickeln. Bei der Wahl der Disney-Welten, die im Spiel vorkommen sollen, versuchte Nomura und sein Team Welten auszuwählen, die einen deutlich unterschiedlichen Look hatten. Sie versuchten auch Welten zu berücksichtigen, wo man Disney-Figuren zur Verfügung hat, die interessant sein könnten. Obgleich sie nur wenige Einschränkungen bei der Auswahl der Disney-Welten hatten, versuchten sie die Figuren, innerhalb der Grenzen, die durch ihre jeweiligen Disney-Filme entstanden sind, zu halten.
Zusätzlicher Inhalt bei der US-amerikanischen Version, der bei der ersten japanischen Veröffentlichung fehlte waren: Neue optionale Bosse, wovon einer nach dem Gewinner des Gewinnspieles auf der offiziellen Website Name-In-Game benannt wurde, einen extra Schwierigkeitsgrad und ein Teaser zu Kingdom Hearts II, erreichbar durch die Erfüllung von bestimmten Kriterien. Nomura fügte den Teaser bei, um die Reaktion der Fans auf die Möglichkeit einer Fortsetzung zu beurteilen. Er fühlte, dass, wenn die Idee unbeliebt war, dann wäre es am besten, bestimmte Ereignisse im Spiel ungeklärt zu lassen. Die Neuerungen wurden später der japanischen Neuauflage unter dem Titel Kingdom Hearts Final Mix beigefügt. Final Mix enthält auch weiteren zusätzlichen Inhalt, wie neue Items, Zwischensequenzen und Gegner. Der neue Inhalt deutete weitere Handlungsstränge an, die in den Fortsetzungen erklärt werden. Einiger Inhalt wurde in Kingdom Hearts weggelassen und später in Kingdom Hearts II eingefügt. Eine Welt, die auf Der König der Löwen basieren sollte, zum Beispiel, war nicht machbar, weil ein zusätzliches Programm erforderlich war, um Bewegung auf vier Beinen zu verarbeiten – eine Notwendigkeit, da Sora in dieser Welt die Gestalt eines Löwe annehmen sollte. Aus Zeitgründen ließen die Entwickler einen optionalen Bosskampf, ähnlich wie der Kampf gegen Sephiroth, gegen Tifa Lockhart aus. Dafür spielte sie später in Kingdom Hearts II eine wichtige Rolle.
Kingdom Hearts wurde im Mai 2001 bei der Electronic Entertainment Expo (E3) angekündigt. Zu den ersten Details zählten, dass es eine Zusammenarbeit zwischen Square und Disney Interactive sein würde und dass Welten von beiden Unternehmen sowie Disney-Figuren enthalten sein werden. Neue Figuren wurden von Nomura entworfen, inklusive Sora, Riku, Kairi und die Herzlosen. Eine erste spielbare Demo, stand bei der Tokyo Game Show im Jahr 2001 zur Verfügung. Das Gameplay der Demo präsentierte viele Action-Rollenspiel-Elemente, die später im Endprodukt enthalten sein würden.

## Synchronisation
| Figur            | Deutscher Synchronsprecher |
| ---------------- | -------------------------- |
| Sora             | Constantin von Jascheroff  |
| Kairi            | Adak Azdasht               |
| Riku             | Wanja Gerick               |
| Donald Duck      | Anita Blanker/Heilker      |
| Goofy            | Walter Alich               |
| Jiminy           | Heinz Rennhack             |
| Tidus            | Nico Sablik                |
| Wakka            | Timmo Niesner              |
| Selphie          | Magdalena Turba            |
| König Micky      | Mario von Jascheroff       |
| Königin Minnie   | Diana Borgwardt            |
| Daisy Duck       | Sabine Arnhold             |
| Chip             | Martina Treger             |
| Chap             | Wolfgang Ziffer            |
| Squall/„Leon“    | Matthias Hinze             |
| Aerith           | Manja Doering              |
| Yuffie           | Ilona Otto                 |
| Cloud            | Björn Schalla              |
| Alice            | Marie Bierstedt            |
| Weißes Kaninchen | Klaus Jepsen               |
| Herr Knauf       | Ernst Meincke              |
| Die Herzkönigin  | Evelyn Meyka               |
| Hercules         | Dominik Auer               |
| Phil             | Wolfgang Ostberg           |
| Hades            | Arne Elsholtz              |
| Puuh             | Michael Rüth               |
| Ferkel           | Santiago Ziesmer           |
| Tigger           | Joachim Kaps               |
| Tarzan           | Jaron Löwenberg            |
| Jane Porter      | Madeleine Stolze           |

| Figur             | Deutscher Synchronsprecher |
| ----------------- | -------------------------- |
| Clayton           | Michael Brennicke          |
| Aladdin           | Michael Deffert            |
| Jasmin            | Diana Borgwardt            |
| Jago              | Michael Pan                |
| Dschinni          | Peer Augustinski           |
| Dschafar          | Jan Spitzer                |
| Arielle           | Anna Carlsson              |
| Sebastian         | Ron Williams               |
| König Triton      | Jochen Striebeck           |
| Ursula            | Gisela Fritsch             |
| Abschaum          | Oliver Stritzel            |
| Meerschaum        | Oliver Stritzel            |
| Jack Skellington  | Mario von Jascheroff       |
| Sally             | Schaukje Könning           |
| Dr. Finkelstein   | Fred Maire                 |
| Der Bürgermeister | Michael Gahr               |
| Angst             | Kathrin Fröhlich           |
| Schrecken         | Crock Krumbiegel           |
| Furcht            | Nico Macoulis              |
| Oogie Boogie      | Ron Williams               |
| Peter Pan         | Florian Knorn              |
| Wendy             | Magdalena Turba            |
| Käpt'n Hook       | Lutz Riedel                |
| Herr Smee         | Heinz Rennhack             |
| Malefiz           | Kerstin Sanders-Dornseif   |
| Das Biest         | Matthias Freihof           |
| Mushu             | Otto Waalkes               |
| Ansem             | Boris Tessmann             |
| Sephiroth         | Simon Jäger                |

## Neuauflage und Merchandising
Es wurden mehrere Versionen von Kingdom Hearts veröffentlicht. Die erste war das Original in Japan, gefolgt von den Veröffentlichungen in den USA und Europa, welches zusätzlichen Inhalt enthielt. Das Spiel wurde in Japan später als Kingdom Hearts Final Mix neu aufgelegt, was den Inhalt der US-amerikanischen und europäischen Version und ebenfalls noch mehr Inhalt enthielt. Darüber hinaus haben Square und Disney vor und nach der Veröffentlichung des Spiels zahlreiche Merchandise-Artikel herausgebracht. Die Ware reicht von Spielzeug und Figuren zu Kleidungsstücke und Bücher. Wie bei den Final-Fantasy-Spielen veröffentlichte Square gleich nach der Veröffentlichung des Spiels ein Ultimania-Buch, so etwas wie ein Lösungsbuch, zu Kingdom Hearts in Japan und eine erweiterte Ausgabe nach der Veröffentlichung von Final Mix. In den USA veröffentlichte Brady Games ein Lösungsbuch zum Spiel, welches unter anderem eine umfassende Komplettlösung beinhaltet. Eine Manga-Serie basierend auf dem Spiel wurde in Japan und den USA veröffentlicht. Daneben wurde auch eine Roman-Serie basierend auf dem Spiel in Japan veröffentlicht. Es wurde von Tomoco Kanemaki verfasst und von Shiro Amano illustriert.

### Final Mix

Logo der Final-Mix-Version

Kingdom Hearts Final Mix besitzt mehrere Ereignisse und eine Reihe von Gameplay-Verbesserungen, die nicht in den früheren Versionen enthalten waren. Die Gespräche wurden in englischer Sprache aufgenommen und mit japanischen Untertiteln versehen. Neue Szenen, zur Klärung bestimmter Handlungspunkte, wie Riku Reise und Vorwegnahmen von Kingdom Hearts II, wurden eingebaut. Eine Gameplay-Option erlaubt dem Spieler, Zwischensequenzen, nachdem er sie einmal gesehen hat, zu überspringen. Die optionalen Bosse, die zuerst in der englischen Version enthalten waren, wurden für die japanischen Spieler zum ersten Mal eingeführt, zusammen mit einem neuen Kampf gegen den Unbekannten, in dem Versuch, das Interesse für die Fortsetzung zu erhöhen.
In einem weiteren Versuch der Vorwegnahme, wurde ein Video mit dem Titel Another Side, Another Story am Ende eingespielt, wenn der Spieler bestimmte Aufgaben erfüllt hatte. Das Spiel beinhaltet auch die neuen Musik-Tracks Disappeared und Another Side, ebenso wie Night on Bald Mountain und One-Winged Angel, welche bereits vorher auf der englischen Version enthalten waren. Andere Änderungen umfassen neue Fähigkeiten, neue Waffen, neue Items, zusätzliche und umgefärbte Feinde, sowie neue Gameplay-Verbesserungen um es dem Spieler einfacher zu machen, zusammen mit zwei neuen Schwierigkeitsgraden.
Die Final-Mix-Edition war bis zur Veröffentlichung von Kingdom Hearts 1.5 HD ReMIX für die PlayStation 3 im September 2013 nur in Japan erhältlich.

### Manga
Das Spiel wurde durch Shiro Amano als ein Manga adaptiert. Die Geschichte folgt der Handlung des Spiels mit ein paar kleinen Unterschieden um den Verlust der Interaktion, was ein Videospiel ermöglicht, zu berücksichtigen. Einige Ereignisse, die in der Final-Mix-Version stattfanden, wurden ebenfalls einbezogen. Das Manga wurde später auch ins Englische und Deutsche übersetzt. Die Spiele Chain of Memories und dessen Nachfolger Kingdom Hearts II wurde ebenfalls als Manga adaptiert.

## Fortsetzungen
Kingdom Hearts folgten mehrere Fortsetzungen, wodurch es zum ersten Spiel in der Kingdom-Hearts-Serie wurde. Es folgte zunächst die direkte Fortsetzung Kingdom Hearts: Chain of Memories für den Game Boy Advance, welches in Japan am 11. November 2004 veröffentlicht wurde. Kingdom Hearts II ist das dritte Spiel in der Serie, spielt ein Jahr nach Chain of Memories und wurde in Japan am 22. Dezember 2005 für die PlayStation 2 veröffentlicht. Wie das erste Spiel wurde dieses später als Kingdom Hearts II Final Mix neu aufgelegt. Ein Kingdom-Hearts-Spiel wurde exklusiv für V Cast, Verizon Wireless’ Breitband-Service, am 1. Oktober 2004 in Japan und am 4. Februar 2005 in den USA veröffentlicht.
Im November 2008 wurde das Handyspiel Kingdom Hearts coded in Japan veröffentlicht und spielt nach den Ereignissen aus Kingdom Hearts II. Einen Monat später erschien das Remake zu Kingdom Hearts: Chain of Memories für die PlayStation 2 unter dem Titel Kingdom Hearts Re: Chain of Memories. Ein Zwischenstück unter dem Titel Kingdom Hearts 358/2 Days wurde für den Nintendo DS entwickelt und in Japan am 30. Mai 2009 veröffentlicht. Das Prequel Kingdom Hearts Birth by Sleep erschien in Japan am 9. Januar 2010 für die PlayStation Portable und spielt zehn Jahre vor den Ereignissen aus Kingdom Hearts. Im Oktober 2010 wurde in Japan Coded unter dem Titel Kingdom Hearts Re:coded für den Nintendo DS neu aufgelegt, wohingegen dieses Spiel auch in den USA und Europa erschien. Das Spiel Kingdom Hearts 3D: Dream Drop Distance für den Nintendo 3DS wurde am 29. März 2012 in Japan veröffentlicht.
Der dritte Hauptteil, Kingdom Hearts III, erschien weltweit im Januar 2019 für die PlayStation 4 und für die Xbox One und spielt nach den Ereignissen von Dream Drop Distance.